# La Placa
La Placa es una localidad del municipio de Ponferrada, situado en El Bierzo, en la provincia de León (España). 

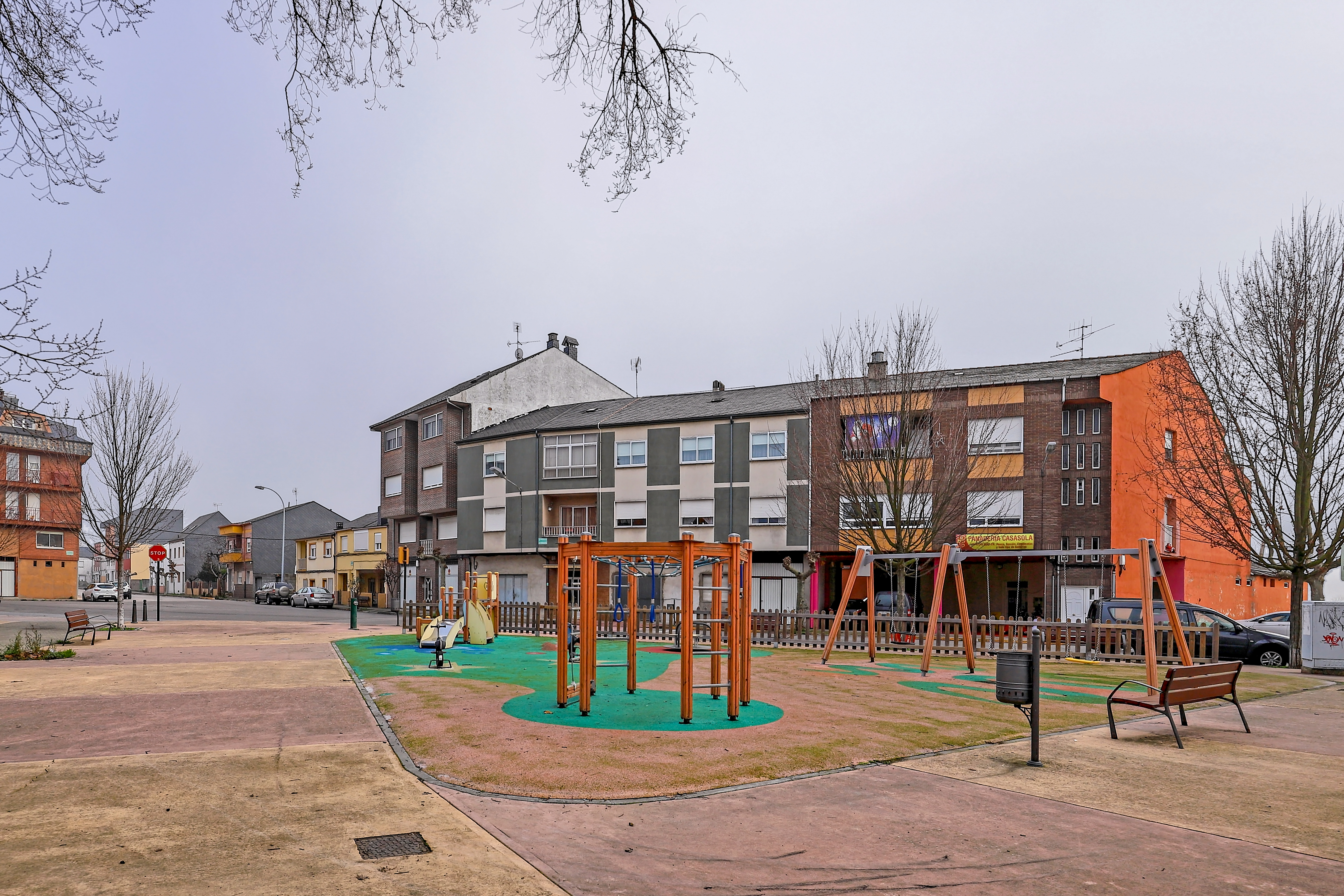
Parque infantil

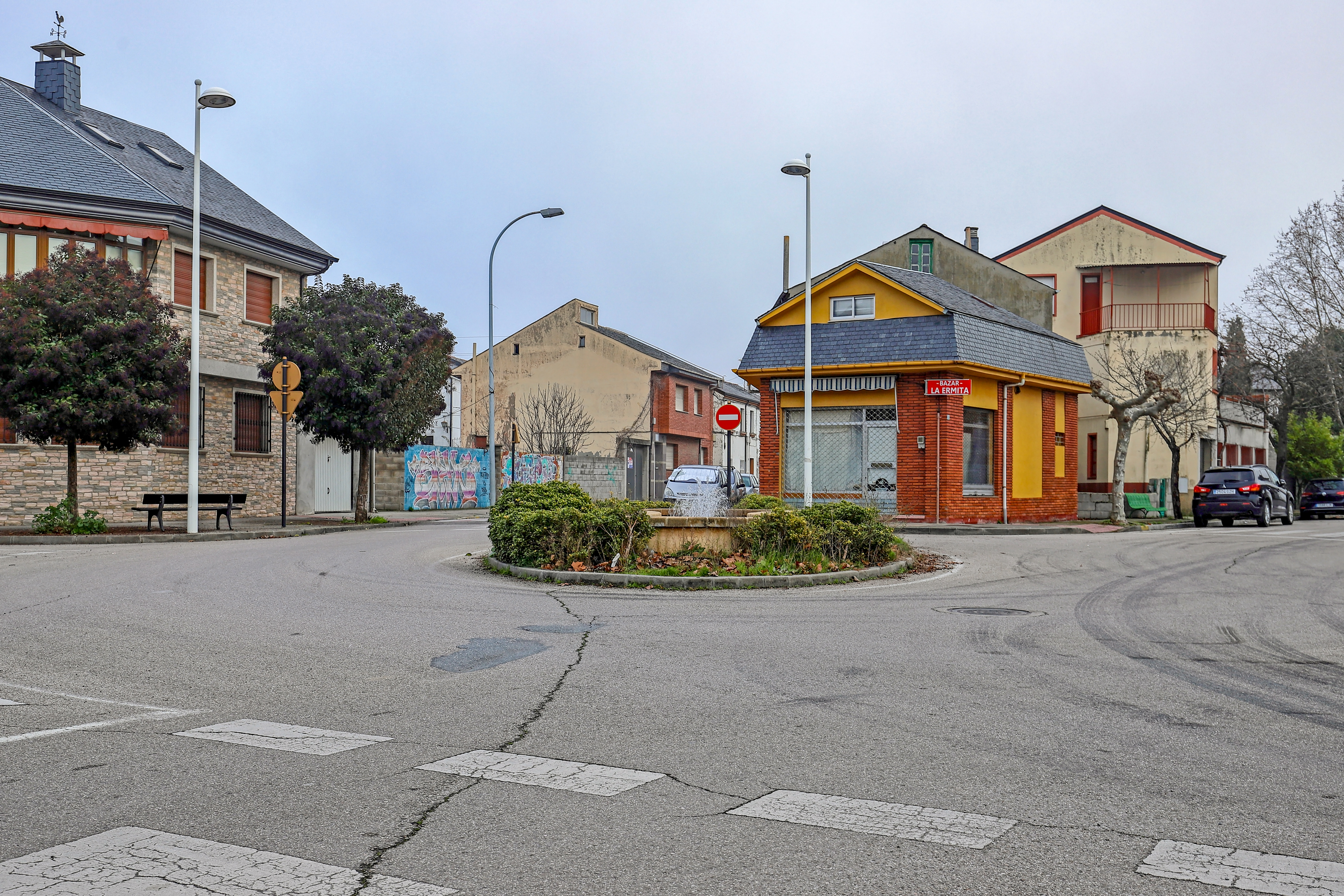
Rotonda

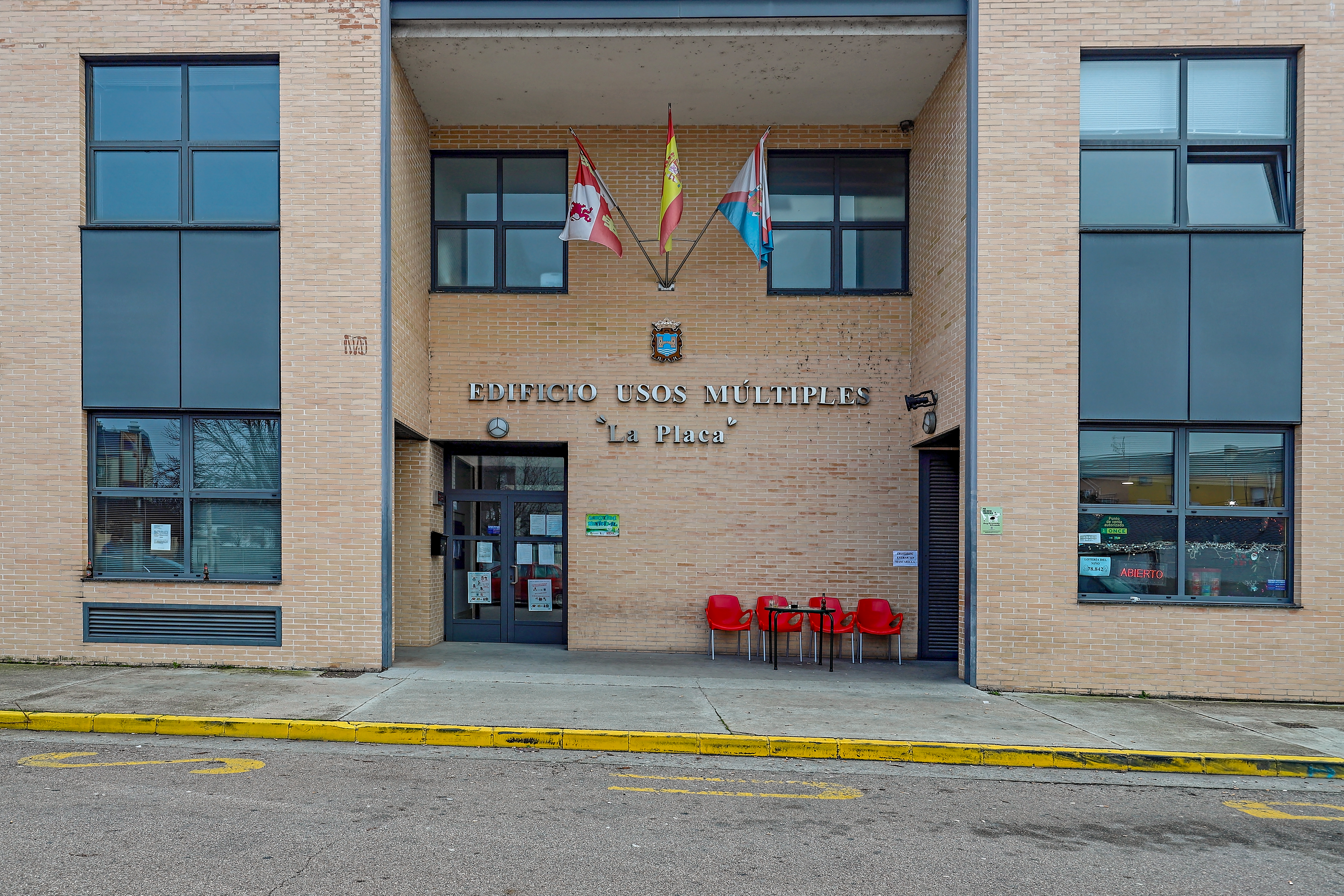
Edificio de usos múltiples

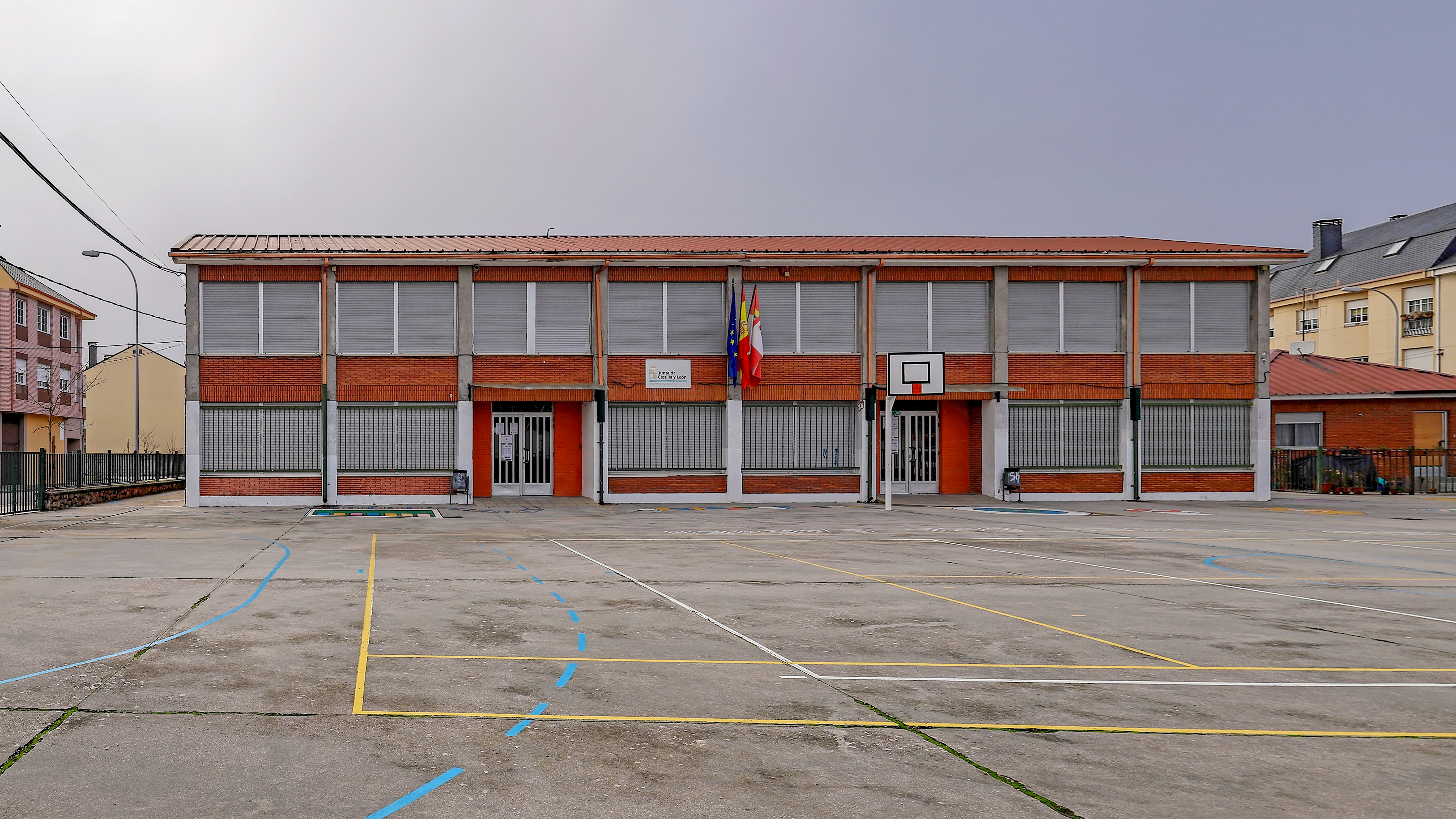
CEIP Virgen del Carmen

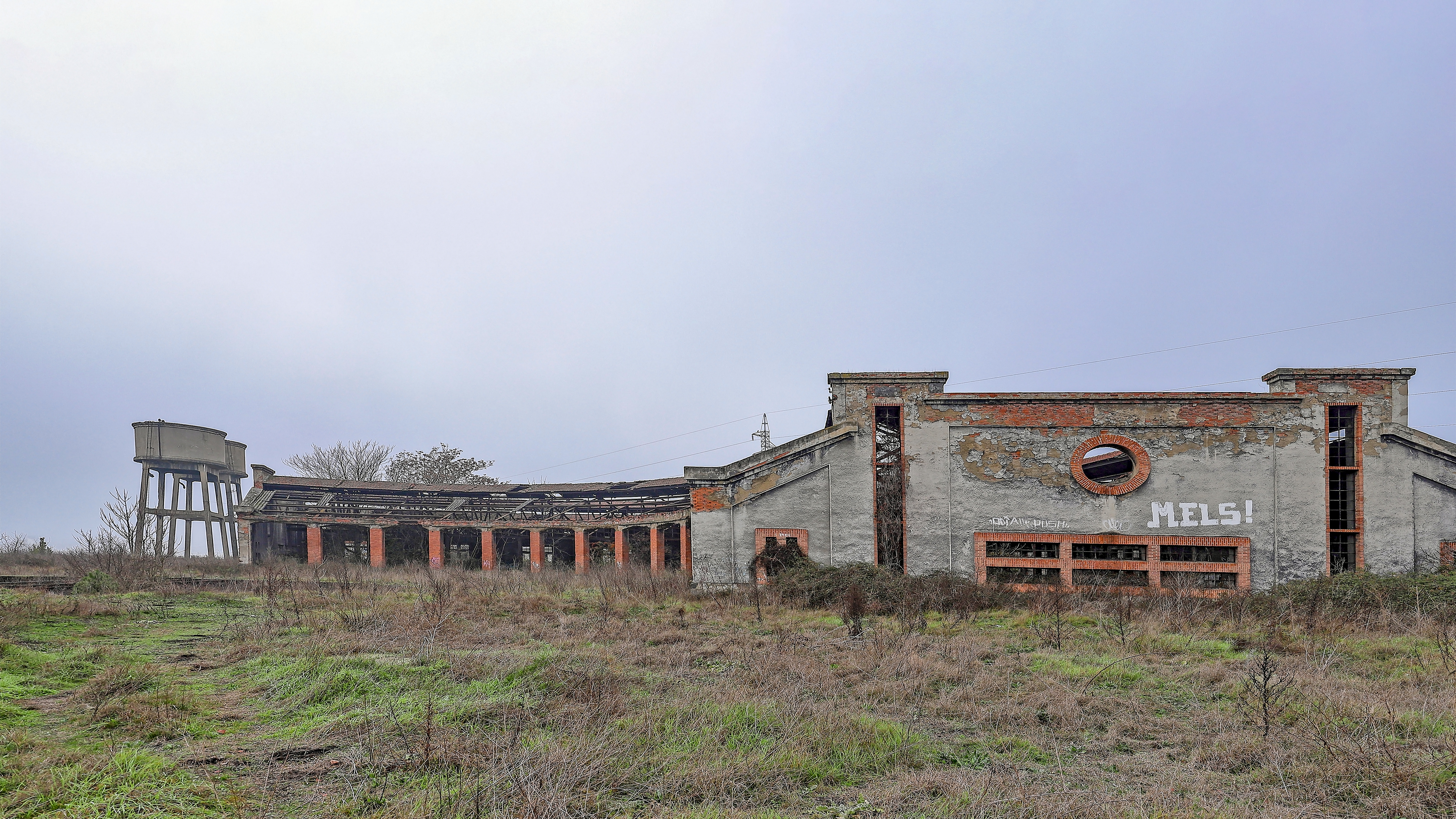
Antiguo complejo ferroviario

La placa tiene su origen en el accidente ferroviario que sucedió en el túnel número 20, en la localidad de Torre del Bierzo, el 3 de enero de 1944, considerado el mayor accidente ferroviario ocurrido en Europa, con más de quinientas víctimas mortales. A partir de este suceso, se acometieron diversas mejoras, entre las que destacó la creación de un haz de vías para la clasificación, formación y expedición de trenes de mercancías; un haz específico para los trenes carboneros, con muelles para el cargue del mineral; y, por último, una reserva de máquinas, talleres de tracción y de material móvil. Estas infraestructuras ferroviarias fueron desarrolladas entre 1948 y 1954, proporcionando empleo, tanto en los talleres como en los cargaderos, a más de 500 trabajadores. Estas instalaciones se mantuvieron en activo hasta la década de los ochenta del siglo XX, dando lugar a un nuevo barrio en la ciudad de Ponferrada, que toma su nombre del puente giratorio de locomotoras, conocido como "la placa".
En la actualidad, estas instalaciones han sido abandonadas y, a principios del siglo XXI, se encuentran en estado de ruina, a pesar de los intentos de diversos ayuntamientos por conservarlas y transformarlas en un Bien de Interés Cultural (BIC).

## Situación
Se sitúa muy cerca del centro urbano de Ponferrada.

## Población
En el INE de 2021 tiene 1156 habitantes, 570 hombres y 586 mujeres.